# Hydropsyche cyrnotica
Hydropsyche cyrnotica là một loài Trichoptera trong họ Hydropsychidae. Chúng phân bố ở miền Cổ bắc.